# Piet van Heerde
Piet van Heerde (Amsterdam, 10 juli 1916 - aldaar, 15 november 1989), bijgenaamd "Stille Piet", was een Nederlands dammer.
Van Heerde leerde in 1934 dammen van Freek Raman, in een wijkcentrum voor werkloze jongeren in Amsterdam. In 1943 werd hij lid van damclub "Jozef Blankenaar", via damclub "Het Oosten". Met "Jozef Blankenaar" won hij diverse malen het clubkampioenschap van Nederland. In 1956 en 1960 nam hij deel aan het Nederlands damkampioenschap; in 1960 had hij zich daarvoor geplaatst als kampioen van Noord-Holland. In 1965 werd hij voor het eerst kampioen van Amsterdam. Deze titel kwam nog vele malen op zijn naam te staan.
In 1969 hield hij Andris Andreiko, de toenmalige wereldkampioen, op remise in een vriendschappelijke partij. Staand op de Amsterdamse Nieuwendijk vertelde tweevoudig wereldkampioen Ton Sijbrands over Van Heerde: Hier op éénhoog heb ik verschillende keren gedamd tegen Piet van Heerde. Een idealistische communist. Een goede speler, strategisch en met schoonheid in z'n spel. Hij voorzag geloof ik niet helemaal legaal in zijn levensonderhoud, maar bijzonder was hij zeker. In 1988 kwam hij voor een wedstrijd een praatje met me maken. Hij was ernstig ziek, maar deed daar verre van dramatisch over. Een paar maanden later was hij dood.
Van Heerde was beroepsgokker. Hij wilde zich, naast het dammen, niet in het keurslijf van de maatschappij laten dwingen en aanvaardde op zijn eigen rustige manier de consequenties, ook de juridische. Zijn bijnaam "stille Piet" had hij te danken aan zijn zwijgzaamheid in de rechtbank. In totaal damde Van Heerde ongeveer 40 jaar op redelijk hoog niveau.